# Sciadorus acutus
Sciadorus acutus är en nattsländeart som beskrevs av Barnard 1934. Sciadorus acutus ingår i släktet Sciadorus och familjen ryssjenattsländor. Inga underarter finns listade i Catalogue of Life.